# Franz Hartmann
Franz Hartmann (Donauwörth, 22 novembre 1838 – Kempten, 7 agosto 1912) è stato un teosofo, astrologo, occultista, geomante e medico tedesco.

## Biografia
Le sue opere comprendono diversi libri su studi esoterici e biografie di Jakob Böhme e Paracelsus. Tradusse la Bhagavad Gita in tedesco e fu l'editore della rivista Lotusblüten. Fu per un certo un tempo collaboratore di Helena Blavatsky ad Adyar. Nel 1896 fondò una Società teosofica tedesca. Sostenne anche la "Società Guido von List".
Massone, nel 1902 aiutò Theodor Reuss a ottenere da John Yarker una patente del Rito di Memphis et Misraïm per la Germania e a creare un Grande Oriente del Rito scozzese di Cerneau . Secondo Rudolf Steiner: "Questo ordine tedesco di Misraim è sotto la guida di un certo Reuss, che occupa oggi il ruolo di capo effettivo di questo Ordine sia in Gran Bretagna che in Germania. Anche il noto Carl Kellner lavora in questa direzione. L'opera letteraria vera e propria è nelle mani del dottor Franz Hartmann, che con la sua penna serve questo rito di Misraim al massimo livello.".
Secondo Theodor Reuss sarebbe stato uno dei fondatori dell'ordine magico che in seguito fu conosciuto come Ordo Templi Orientis, insieme allo stesso Reuss e a Carl Kellner, notizia smentita tuttavia dallo stesso Oto.

## Opere principali
In inglese:
- Magic: White and Black (Londra, 1886)
- The Life of Jehoshua, the prophet of Nazareth
- The Principles of Astrological Geomancy: the Art of Divining by Punctuation according to Cornelius Agrippa
- Correlation of Spiritual Forces
- With the Adepts: An Adventure Among the Rosicrucians, first edition e second edition
- Life and the Doctrines of Philippus Theophrastus Bombast of Hohenheim Known as Paracelsus (1887)
- In The Pronaos Of The Temple Of Wisdom Containing The History Of The True And The False Rosicrucians
- Alchemy And Astrology
- Metafisica Medicina y Sanacion
- Philosophy and Theosophy
- Occult Science in Medicine
- An Adventure Among the Rosicrucians: A Student of Occultism
- Among the Adepts: The Brotherhood of the Golden and Rosy Cross and Their Occult and Mysterious Powers
- To Will, to Dare and to Be Silent in Magic

### Traduzioni in italiano
- Magia bianca e nera (18883), trad. it. di Mario Monti, Roma, Edizioni Mediterranee, 1983.
- Il mondo magico di Paracelso (1887), trad. it. di Mario Monti, Roma, Mediterranee, 1982.
- Il mondo magico di Jacob Boehme (1919), trad. it. di Mario Monti, Roma, Mediterranee, 1982.
- Nel Vestibolo del Tempio della Saggezza (1890), trad. it. di Vincenzo Noja, Perugia, Futura Libri,1999.